# Dick Lips
A "Dick Lips" egy Blink-182-dal, ami arról szól, hogy Tom DeLonge-ot (gitáros/énekes) kirúgták a középiskolából, mert részt vett egy kosárlabdajátékon részegen. A dal megjelent a Dude Ranch és a The Mark, Tom, And Travis Show: The Enema Stirkes Back albumokon is Rich Lips címmel. 1998-ban EP-ként is kiadták.

## Számlista
1. "Dick Lips" - 2:56
2. "Apple Shampoo" - 2:52
3. "Wrecked Him" - 2:50
4. "Zulu" - 2:07